# 河村健太郎
河村 健太郎（かわむら けんたろう、1933年1月1日 - 1999年8月8日）は、日本の経営者。日本郵船社長を務めた。東京都出身。

## 経歴
1957年に東京大学法学部を卒業し、同年に日本郵船に入社。1986年6月に取締役に就任し、1988年6月に常務、1991年6月に専務を経て、1994年6月に副社長に就任し、1995年6月には社長に昇格。
1999年8月8日肝不全のために死去。66歳没。